# The Sims Bustin’ Out (Game Boy Advance)
The Sims Bustin' Out — однопользовательская видеоигра в жанре симулятора жизни для портативной приставки Game Boy Advance. Выход игры состоялся 16 декабря 2003 года. Игра создавалась наряду с одноимённым тайтлом для игровых приставок. Несмотря на это, игра не является портом, а была создана с нуля студией Griptonite Games и имеет двухмерную изометрическую графику. Bustin' Out для GBA является первой игрой серии The Sims, предназначенной для портативного/мобильного устройства. Это также первая игра в трилогии The Sims от Griptonite Games наряду с портативными The Urbz и The Sims 2, чей сюжет объединён одной вселенной.
Критики в основном положительно отозвались об игре, заметив её уклон от симуляции жизни в ролевую составляющую. Они также похвалили игру за разнообразие локаций и сюжетных квестов. Неоднозначную оценку получила графика игры.

## Сюжет и игровой процесс
Игра начинается с редактора персонажа, где игрок должен выбрать имя, пол, характер и внешность управляемого сима. Далее персонаж попадает на ферму своего дяди в городке SimsValley во время летних каникул. Управляемой игроком сим может переехать в новое жилище, которое он может делить с соседом и питомцем.

Изображение геймплея

Игрок управляет персонажем с помощью D-panel, он может перемещаться в пространстве, общаться с другими персонажами, посещать общественные места. Вместо Point-a-Click игрок должен прямо управлять своим симом. Ключевыми персонажами задаются цели, которым должен следовать управляемый сим. Помимо этого, он может выполнять разные просьбы второстепенных персонажей и играть в мини-игры, чтобы заработать дополнительные деньги. После успешного выполнения заданий персонажу становятся доступными новые локации, он может переехать в новое жилище, которое можно обустраивать и украшать новыми предметами. Также управляемый сим может посещать аукционы или торговаться с другими персонажами, чтобы получать эксклюзивные предметы для своего жилища. Игрок может обмениваться редкими предметами с другими игроками. Конечная цель игрока заключается в покупке элитного жилья, где можно устраивать вечеринки.
Игрок не должен забывать об удовлетворении базовых потребностей персонажа в еде, душе, сне, общении, гигиене и комфорте. Диалоги в игре показаны в виде текста, игрок может выбирать несколько вариантов ответа. Если игрок также имеет доступ к консольной версии Bustin' Out для игровой приставки GameCube, то, установив соединение GBA с GameCube, игрок получит доступ к секретному уровню — «Paradise Island». Помимо этого, игроки могут загружать в версию для GBA для игрового персонажа приобретённые навыки, мотивы и денежные средства из версии для GameCube.

## Разработка
Разработкой игры занималась студия Griptonite Games. Студия Maxis решила сотрудничать с данной компанией, так как та уже имела опыт создания хороших игр для Game Boy Advance, дизайн игры обсуждался в разработчиками в офисе Nintendo of Japan. Также команда разработчиков сотрудничала с разработчиками версии для GameCube.
Создание игры началось в марте 2003 года. По изначальной задумке это должен был быть порт оригинальной The Sims на GBA. Однако разработчики столкнулись с тем, аппаратные ограничения Game Boy Advance просто не позволяли перенести нелинейный игровой процесс в его основном виде. Это поставило команду в тупиковую ситуацию. В этот момент состоялся выход побочной игры The Sims: Bustin 'Out для игровых приставок, где игровой процесс был более линейным, но и сохранял и элементы симулятора жизни. Тогда же EA Games предложила перезапустить проект, создав порт игры Bustin 'Out. EA Games предоставила команде большую творческую свободу и большую автономность от команды создателей основной линейки игр The Sims. Поэтому создатели хоть старались и привязать игру к сюжету Bustin 'Out, но и могли создать оригинальные истории, а том числе и сценарист Дарби Макдевитт, который начал свои эксперименты с необычным и чёрным юмором.
Основная сложность в разработке заключалась в переносе геймплея на новое устройство с другим способом управления. Разработчики признались, что, несмотря на трудность поставленной задачи, опыт переноса The Sims для персональных компьютеров на игровые приставки им в некотором смысле помог. Главная задача заключалась в создании новой панели управления, а затем в работе над новым дизайном. Необходимо было создать игру в соответствии с интересами игроков Game Boy Advance. Например, было решено отказаться от косвенного управления персонажем, разработчики признались, что это заставило бы игроков тратить лишнее время в ожидании того, что управляемый сим завершим свои дела, вместо этого было решено внедрить в геймплей полноценное управление персонажем, позволяя игроку контролировать с помощью кнопок направление движения сима и его действия. Одновременно создатели не хотели делать игру слищком похожей на версию для игровых приставок. Разработчики изучили, какие игровые механики будут выглядеть наиболее естественно в игре для GBA, и например решили сделать особый упор на мини-играх.
Уилл Райт, главный геймдизайнер основной игры The Sims для ПК также помогал в разработке, в частности для этого консультировался с известным японским геймдизайнером Сигэру Миямото. Японский геймдизайнер лично выражал восхищение по поводу креативности Уилла Райта. Несмотря на то, что разработчиками фактически создавалась новая игра, их задачей оставалось сохранение общего «ядра» — способность управлять симом, имитировать виртуальную жизнь, удовлетворять базовые потребности персонажа, совершенствовать его навыки, взаимодействовать с окружающим миром, а также сохранение режима жизни, покупки, продажи мебели. Игра предлагала тогда инновационную механику по обмену сохранённых с Bustin’ Out для GameCube и обратно. В частности это возможность загружать готового сима из одной игры в другую, играть за них и затем загружать обратно в другую игру но с сохранёнными навыками и симолеонами.
Все объекты в игре не были портированы из других версий The Sims и являются эксклюзивными.

## Анонс и выход
Игра была впервые представлена наряду с консольной версией для GameCube совместно Уилом Райтом и японским дизайнером игр Сигэру Миямото на пресс-конференции Nintendo, где также выл раскрыт игровой процесс игр и возможность устанавливать связь между двумя версиями игр.
4 декабря 2003 года стало известно о скором релизе The Sims Bustin' Out. Она демонстрировалась пресс конференции E3 в 2003 году. Выход игры состоялся 2 декабря 2003 года в США и 19 декабря в Европе. В Японии игра вышла 22 января 2004 года и позиционировала себя как Simpeople (яп. ザ・シムズ' СимПипуру) для портативных устройств (в Японии игры серии The Sims называются SimPeople).
Всего было продано 1,33 млн копий игры, основные продажи пришлись (930,000 копий) на покупателей из США и Европы (35,000).

## Восприятие
| Сводный рейтинг    | Сводный рейтинг | Сводный рейтинг |
| Издание            | Оценка          | Оценка          |
| Издание            | GBA             | N-Gage          |
| ------------------ | --------------- | --------------- |
| GameRankings       | 77,87 %         | 78,59 %         |
| Иноязычные издания |                 |                 |
| Издание            | Оценка          | Оценка          |
| Издание            | GBA             | N-Gage          |
| EGM                | 7/10            | N/A             |
| IGN                | 8/10            | N/A             |
| Armchair Empire    | 8/10            | N/A             |
| DS Central         | [ 19 ]          | N/A             |
| Cyber Gaming Net   | [ 19 ]          | N/A             |
| Game Boy Advance   | 84 %            | N/A             |

Игра получила в основном положительные отзывы, и, основываясь на общей оценке критиков с сайтa-агрегатора Game Rankings, средняя оценка игры составляет 77,87 %.
В целом критики отметили динамичность игры, её богатство на разные задачи и события, которые не заставят игрока соскучиться, что она предлагает знакомство с красочным городом и большим количеством интересных персонажей. Тем не менее, игра выглядит более простой и ограниченной в сравнении с другими играми серии The Sims, что, впрочем, выглядит оправданным в рамках ограниченных возможностей портативных устройств. Из негативных обстоятельств ими было отмечено отсутствие симуляции жизни и замена её на линейное прохождение. Критик сайта Woerthplaying заметил, что The Sims Bustin' Out похожа скорее на более совершенную версию Animal Crossing или Shenmue без сражений, нежели на игру серии The Sims. Критик IGN также заметил, что Bustin' Out для GBA в целом уже больше похоже на ролевую игру в классическом понимании, но без сражений. Рецензент Gamers Temple также назвал игру похожей на маленький RPG, где внимание смещается с симуляции жизни и исполнения потребностей персонажей на общение с другими персонажами и выполнении задач. Хотя необходимость удовлетворять базовые потребности осталась, она стала гораздо снисходительнее.
Рецензент IGN заметил, что новый способ прямого управления симом вместо косвенного point-a-click позволяет игроку чувствовать более прямую связь со своим персонажем. Критик заметил, что игра стала линейной и исключает типичные для игр The Sims случайные события, но с другой стороны, игрокам не надо терпеть в ожидании, чтобы достичь какой-либо задуманной задачи. Систематизируя сказанное, рецензент назвал игру уникальной интерпретацией игрового процесса The Sims, предлагающей новые возможности, но при этом сохранившей ощущение оригинальной игры. Похожее мнение оставил и представитель Worthplaying, заметив, что вместо симуляции жизни игра предлагает непосредственное управление симом с помощью D-pad, что может разочаровать хардкорных игроков, но, тем не менее, это работает. Критик заметил, что подобная облегчённая версия The Sims не требует такой высокой концентрации, чтобы спланировать симуляцию, и отлично подойдёт для людей, которые, скорее всего, будут проводить за ней время, сидя в общественном транспорте или ожидая его на остановке. События в игре, по мнению критика, более динамичны и легки в исполнении, а игровой процесс доставляет много удовольствия и даже больше, чем настоящие игры The Sims в короткой перспективе.
Тем не менее, диалоги на английском языке могут стать серьёзным препятствием для не владеющих данным языком игроков. Также критик Worthplaying упрекнул игру за её низкое качество графики даже по меркам скромных характеристик Game Boy Advance. Рецензент Gamers Temple заметил, что кому-то простое качество графики придётся по душе, однако некоторым игрокам, особенно любителям приключенческих игр, это может доставлять дискомфорт. Критик GameSpot считает графику игры красочной, яркой, однако текст в игре читать трудно, отдельно критик заметил, что необходимость удовлетворять потребности может стать неприятным сюрпризом для игрока, которому придётся прерывать свою миссию на середине, чтобы срочно добраться до дома.

### Ретроперспектива
Кейт Грей с сайта Nintendo Life заметила, что Bustin’ Out была наполнена мрачными и одновременно забавными и абсурдными сюжетными поворотами, не оставляя игроков равнодушными, некоторым нравилась игра и её юмор, а другим же начинала сниться в кошмарных снах. Хотя эта игра не сыскала такого успеха и была забыта во времени, Кейт назвала её маленьким шедевром, на котором в своё оттачивал свои навыки сценарист Дерби Макдевитт, ставший позже главным сценаристом в играх серии Assassin’s Creed. Обозревательница также назвала Bustin’ Out ярким упоминанием той эпохи, когда EA Games смело экспериментировала с франшизой The Sims, выпуская множество спорных, но оригинальных проектов до того момента, когда компания решит окончательно сосредоточиться на поддержки основной серии.